# Araz-Naxçıvan MFK
Araz-Naxçıvan MFK je malonogometni klub iz Nahičevana, Azerbajdžan. Araz-Naxçıvan MFK je jedan od najboljih europskih malonogometnih klubova, osvojivši dva puta treće mjesto na UEFA Futsal Cupu.

## Povijest
Klub je osnovan 2004. godine, te je od tada najbolji azerbajdžanski malonogometni klub, osvojivši Azerbajdžansku malonogometnu Premier ligu 14 od 15 puta.
Klub je na UEFA Futsal Cupu debitirao sezone 2005./06., osvojivši 4 boda.
Na polufinaloj utakmici UEFA Futsal Cupa 2009./10. izgubio je od španjolskog malonogometnog kluba Interviú FS 5:2. Na utakmici za treće mjesto Araz-Naxçıvan je dobio talijanski malonogometni klub na penale Luparense F.C. 5:4 (u 120. minuti rezultat je bio 2:2).
Na polufinaloj utakmici UEFA Futsal Cupa 2013./14., Araz-Naxçıvan je igrao 4:4 protiv FC Barcelona Futsal, te potom izgubio 4:2 na penale. na utakmici za treće mjesto Araz-Naxçıvan je pobijedio kazahstanski malonogometni klub MFK Kairat Almati 6:4.

## Uspjesi
- Azerbajdžanska malonogometna Premier liga (14): 2004./05. 2005./06., 2006./07., 2007./08., 2008./09., 2009./10., 2010./11., 2011./12., 2012./13., 2013./14., 2015./16., 2016./17., 2017./18., 2018./19.
- Azerbajdžanski malonogometni kup (5): 2004./05., 2005./06., 2006./07., 2007./08., 2008./09.
- UEFA Futsal Cup - 3. mjesto, (2): 2009./10., 2013./14.